# National Rugby League 1985
La New South Wales Rugby Football League de 1985 fue la 78.ª edición del torneo de rugby league más importante de Australia.

## Formato
Los clubes se enfrentaron en una fase regular de todos contra todos, los seis equipos mejor ubicados al terminar esta fase clasificaron a la postemporada.
Se otorgaron 2 puntos por el triunfo, 1 por el empate y ninguno por la derrota.

## Desarrollo

### Tabla de posiciones
| Pos. | Equipo                        | Encuentros | Encuentros | Encuentros | Encuentros | Tantos | Tantos | Tantos | Puntos |
| Pos. | Equipo                        | PJ         | PG         | PE         | PP         | F      | C      | Dif    | Puntos |
| ---- | ----------------------------- | ---------- | ---------- | ---------- | ---------- | ------ | ------ | ------ | ------ |
| 1    | St. George Dragons            | 24         | 18         | 2          | 4          | 470    | 264    | +206   | 42     |
| 2    | Balmain Tigers                | 24         | 18         | 0          | 6          | 494    | 304    | +190   | 40     |
| 3    | Canterbury-Bankstown Bulldogs | 24         | 16         | 2          | 6          | 435    | 267    | +168   | 38     |
| 4    | Parramatta Eels               | 24         | 16         | 0          | 8          | 458    | 311    | +147   | 36     |
| 5    | Penrith Panthers              | 24         | 13         | 1          | 10         | 460    | 379    | +81    | 31     |
| 6    | Manly-Warringah Sea Eagles    | 24         | 13         | 1          | 10         | 404    | 345    | +59    | 31     |
| 7    | Eastern Suburbs Roosters      | 24         | 10         | 3          | 11         | 374    | 389    | -15    | 27     |
| 8    | Cronulla-Sutherland Sharks    | 24         | 11         | 0          | 13         | 440    | 404    | +36    | 26     |
| 9    | South Sydney Rabbitohs        | 24         | 10         | 0          | 14         | 373    | 419    | -46    | 24     |
| 10   | Canberra Raiders              | 24         | 8          | 2          | 14         | 432    | 534    | -102   | 22     |
| 11   | North Sydney Bears            | 24         | 6          | 1          | 17         | 281    | 491    | -210   | 17     |
| 12   | Western Suburbs Magpies       | 24         | 5          | 2          | 17         | 311    | 661    | -350   | 16     |
| 13   | Illawarra Steelers            | 24         | 5          | 0          | 19         | 303    | 467    | -164   | 14     |

|  | Postemporada. |

### Postemporada

#### Playoff
| 3 de septiembre | Penrith Panthers | 10 - 7 | Manly-Warringah Sea Eagles |  |  |

#### Finales clasificatorias
| 7 de septiembre | Parramatta Eels | 38 - 6 | Penrith Panthers |  |  |

| 8 de septiembre | Balmain Tigers | 8 - 14 | Canterbury-Bankstown Bulldogs |  |  |

#### Semifinales
| 14 de septiembre | Parramatta Eels | 32 - 4 | Balmain Tigers |  |  |

| 15 de septiembre | St. George Dragons | 17 - 6 | Canterbury-Bankstown Bulldogs |  |  |

#### Final Preliminar
| 22 de septiembre | Canterbury-Bankstown Bulldogs | 26 - 0 | Parramatta Eels |  |  |

#### Final
| 29 de septiembre | St. George Dragons | 6 - 7 | Canterbury-Bankstown Bulldogs | Sydney Cricket Ground, Sídney   |  |
|                  |                    |       |                               | Asistencia: 44.569 espectadores |  |

| Bandera de Australia                  |
| Campeón Canterbury-Bankstown Bulldogs |
| Quinto título                         |